# Pälli
Koordinaten: 58° 57′ N, 23° 47′ O
Pälli ist ein Dorf (estnisch küla) in der Landgemeinde Lääne-Nigula im Kreis Lääne in Estland. Bis 2013 gehörte es zur mittlerweile aufgelösten Landgemeinde Taebla.
Der Ort hat 36 Einwohner (Stand 31. Dezember 2011). Seine Fläche beträgt 2,9 Quadratkilometer.